# Nass Camp
Nass Camp est un lieu-dit du centre-ouest de la province canadienne de Colombie-Britannique. Il se situe dans le centre du district régional de Kitimat-Stikine, à 90 km à vol d'oiseau, au nord du chef-lieu Terrace. Il s'établi à 180 m dans la vallée du Nass à 10 km en amont de Gitlaxt'aamiks (New Ayiansh), au pied du mont Priestley (2360 m),.
Dans les années 1960 et 1970, il sert de camp d'hébergement pour les bûcherons salariés de Columbia Cellulose (qui deviendra Skeena Cellulose), propriétaire du site. Il comprend alors des dortoirs, un restaurant, un centre communautaire ainsi qu'un bureau de poste. La Nation Nisga'a acquiert le site en 2010,.